# Johnny Tapia
John Lee „Johnny“ Tapia (* 13. Februar 1967 in Albuquerque, New Mexico; † 27. Mai 2012 ebenda) war ein US-amerikanischer Boxer. Er war WBO- und IBF-Weltmeister im Superfliegengewicht, WBA- und WBO-Weltmeister im Bantamgewicht, sowie IBF-Weltmeister im Federgewicht. Sein Kampfname Mi Vida Loca kommt aus dem Spanischen und bedeutet „Mein verrücktes Leben.“ 
2017 wurde er in die International Boxing Hall of Fame aufgenommen.

## Leben

### Jugend
Johnny Tapia durchlebte eine schwere Kindheit. Seinen Vater lernte er nie kennen, da dieser noch vor seiner Geburt erschossen wurde. Im Alter von acht Jahren wurde er Zeuge der Entführung seiner Mutter. Diese wurde schwer misshandelt, vergewaltigt und lebensgefährlich verletzt, ehe sie vier Tage später im Krankenhaus verstarb. Anschließend wuchs er bei seinen Großeltern auf.

### Amateurkarriere
Johnny Tapia begann im Alter von neun Jahren mit dem Boxen und bestritt 122 Amateurkämpfe, von denen er 101 gewann (davon 65 durch K. o.) und 21 verlor. Dabei gewann er 1983 die National Golden Gloves im Halbfliegengewicht und 1985 die National Golden Gloves im Fliegengewicht.

### Profikarriere
Seinen ersten Profikampf absolvierte Tapia am 28. März 1988 und blieb in seinen ersten 48 Kämpfen ungeschlagen. In seinem 18. Kampf am 10. Mai 1990 gewann er durch technischen K. o. in der elften Runde über Roland Gomez den US-Meistertitel im Superfliegengewicht und verteidigte ihn viermal in Folge, darunter gegen den Europameister Luigi Camputaro. Am 15. Juli 1994 gewann er durch technischen K. o. in der dritten Runde über Oscar Aguilar, den Nordamerikanischen Meistertitel der NABF.
Am 12. Oktober 1994 gewann er in einem spektakulären Kampf durch technischen K. o. in der elften Runde über Henry Martínez den WBO-Weltmeistertitel. Jedoch gehörte die WBO damals noch nicht zu den bedeutenden Verbänden. Diesen verteidigte er zehn Mal in Folge und gewann am 18. Juli 1997 durch einstimmigen Punktesieg über Danny Romero zusätzlich den IBF-Weltmeistertitel. Beide Titel konnte er noch gegen Andy Agosto und Rodolfo Blanco verteidigen, ehe er beide Titel niederlegte um ins Bantamgewicht aufzusteigen.
Dort besiegte er am 5. Dezember 1998 den amtierenden WBA-Weltmeister Nana Konadu durch Punktesieg und war somit neuer WBA-Weltmeister dieser Gewichtsklasse. Doch schon in seiner ersten Titelverteidigung am 26. Juni 1999 verlor er den Titel durch eine Punkteniederlage an Paulie Ayala. Der spektakuläre Kampf, bei dem der krasse Außenseiter Ayala den ungeschlagenen Titelverteidiger mehrmals in Bedrängnis brachte, wurde vom Ring Magazine später zum „Kampf des Jahres“ gewählt. Doch schon im nächsten Kampf am 8. Januar 2000 bezwang er den WBO-Weltmeister Jorge Eliécer Julio durch einstimmigen Punktesieg, wodurch er neuer WBO-Weltmeister wurde. Diesen Titel verteidigte er gegen Pedro Torres und traf schließlich am 7. Oktober 2000 erneut auf Paulie Ayala, den einzigen Mann, der ihn bisher besiegen konnte. Doch auch diesen Nichttitelkampf verlor Tapia umstritten nach Punkten, was in und außerhalb des Ringes zu Tumulten führte. Der Kampf war erneut von hoher Intensität, Tapia wich vielen Schlägen von Ayala durch geschickte Bewegungen aus, ließ Schlagattacken ins Leere laufen und konnte seinerseits wirkungsvolle Kombinationen landen. In Runde sechs wurde Ayala durch einen linken Haken an der Schläfe getroffen und torkelte in die Ringseile, ging jedoch nicht zu Boden. Die letzten zehn Sekunden des Kampfes lieferten sich beide Boxer noch einen bis zum Rundengong anhaltenden Schlagabtausch. Nach dem Kampf musste der wütende Tapia von Sicherheitsleuten umklammert aus dem Ring geleitet werden, Tapias Schwager attackierte einen Angehörigen von Ayalas Promoter Bob Arum und wurde festgenommen.
Anschließend wechselte Tapia ins Federgewicht, wo er am 27. April 2002 den IBF-Weltmeistertitel gewann, als er den Mehrfachweltmeister Manuel Medina einstimmig nach Punkten besiegte. Medina hatte jedoch im Kampf 1466 Schläge ausgeführt und somit einen neuen Rekord im Federgewicht aufgestellt. Am 30. September 2002 wurde Tapia der WM-Titel jedoch entzogen, da er einen von der IBF nicht genehmigten Kampf gegen Marco Antonio Barrera bestritt, den er darüber hinaus nach Punkten verlor. In den folgenden Jahren war er nur noch sporadisch aktiv. Am 24. September 2010 gewann er im Leichtgewicht den international wenig bedeutenden „Weltmeistertitel“ der IBC durch technischen K. o. in der vierten Runde über José Alonso.
Von Oktober 1990 bis März 1994 war er wegen Drogenmissbrauchs vom Boxverband gesperrt, auch in den Jahren 2009 und 2010 folgten Verurteilungen wegen Drogenmissbrauch und Verstoßes gegen Bewährungsauflagen. Tapia wurde am 27. Mai 2012 tot aufgefunden.